# Westerado: Double Barreled
Westerado: Double Barreled est un jeu vidéo d'action-aventure développé par Ostrich Banditos et édité par Adult Swim, sorti en 2015 sur Windows, Mac et Xbox One.

## Développement
Westerado: Double Barreled est une version augmentée de Westerado sur navigateur, à l'origine projet étudiant. Le jeu avait été nommé au Prix du meilleur jeu étudiant lors de l'Independent Games Festival 2014.

## Accueil
- PC Gamer : 83 %[2]